# 妙満寺 (佐渡市)
妙満寺（みょうまんじ）は、新潟県佐渡市目黒町にある日蓮宗の寺院。山号は長慶山。境内には長島青雀（漢詩）の墓所がある。旧本山は阿仏房妙宣寺。

## 歴史
- 延文2年（1357年）佐渡阿闍梨日満（阿仏房日得の曽孫）が開創。

## 寺宝
- 日満曼荼羅本尊や、日満作の祖師像を所蔵する。

## 交通アクセス
「畑野駅前」交差点より県道181号を北西へ約1.3 kmほどのところに立地する。
- 新潟交通佐渡 岩首線「目黒町」バス停（県道181号沿い）より南へ徒歩約3分　※本数僅か
- 新潟交通佐渡 南線「畑野十字路」バス停（県道65号沿い）より北西へ徒歩約20分

## 参考資料
- 日蓮宗寺院大鑑編集委員会『宗祖第七百遠忌記念出版 日蓮宗寺院大鑑』大本山池上本門寺 (1981年)
- 田中圭一『日蓮と佐渡』中村書店